# Warp Records
Warp (également connu sous le nom de Warp Records) est un label discographique indépendant britannique, basé à Sheffield. Il est fondé en 1989 par deux employés d'un disquaire, Steve Beckett et Rob Mitchell, et le producteur Robert Gordon. Son siège est actuellement situé à Londres.
Dans les années 1990, le label est associé à des styles électroniques expérimentaux, tels que l'intelligent dance music (IDM), et produit de nombreux musiciens électroniques réputés et influents, dont Aphex Twin, Boards of Canada, Squarepusher, LFO, The Black Dog et Autechre. Parmi les artistes actuels du label figurent Flying Lotus, Oneohtrix Point Never, Danny Brown, Grizzly Bear et Brian Eno.

## Histoire

### Création
Warp Records tire son origine d'un magasin de musique électronique installé en 1987 où travaillaient les fondateurs du label, dans un hangar désaffecté à la périphérie de Sheffield et ayant ouvert ses rayons à la scène acid house. Le nom vient du fait qu'ils vendaient beaucoup de vinyles abimés, gondolés (« warp » signifiant « distorsion » ou « déformation » en anglais).

### 1991–2009
La première production du label, codée WAP1, est celle de Forgemasters, un pressage limité à 500 exemplaires de Track With No Name financé par une subvention aux entreprises. Ce disque oriente la production originelle du label à la fois en termes de musique et quant à l'utilisation de pochettes mauves (le label faillit d'ailleurs s'appeler Electric Prunes pour cette raison). Warp Records publie par la suite Dextrous de Nightmares on Wax et connaît son premier succès avec le groupe LFO, dont le single du même nom se vend à 130 000 exemplaires. Le premier album publié est C.C.E.P. par Sweet Exorcist (en) en 1991.
Warp Records poursuit en publiant à partir de 1992 une série de singles et d'albums sous le titre Artificial Intelligence, des productions d'artistes comme Aphex Twin (sous les pseudonymes Diceman et Polygon Window), Autechre, Black Dog Productions, Richie Hawtin et Alex Paterson (qui rejoindra plus tard The Orb). Cette série d'albums contribue à établir le genre ensuite dénommé intelligent dance music.
Depuis, le label a évolué et les derniers artistes en date forment un groupe éclectique, depuis le DJ Andrew Weatherall (Sabres of Paradise et Two Lone Swordsmen), le groupe live Red Snapper et le groupe de hip-hop expérimental Antipop Consortium.
À la fin des années 1990, Warp Records se déplace à Londres. En janvier 2004, le label lance un magasin de musique en ligne, Bleep.com, notable pour être l'un des seuls labels à éviter totalement l'utilisation de gestion numérique des droits dans les pistes en téléchargement. En France, Warp Records est distribué par Discograph[réf. nécessaire][Quand ?].
En une quinzaine d'années, Warp Records a eu une grande influence sur la musique électronique expérimentale, grâce à des artistes comme LFO, Aphex Twin, Squarepusher, Plaid, Autechre ou Boards of Canada. Le label a développé, à l’instar de quelques prédécesseurs comme Factory Records, Mute Records ou encore Sarah Records, une identité visuelle reconnaissable et forte, accentuée par le soin apporté aux vidéo-clips de ses artistes, qui ont contribué à le faire connaître, comme Come to Daddy ou Windowlicker d'Aphex Twin, réalisés par Chris Cunningham, le travail de Daniel Levi sur le clip de Freak de LFO ou les essais de Jarvis Cocker pour des clips de Nightmares on Wax.

### Depuis 2010
En 2013, Warp remporte également le prix du label indépendant de l'année aux AIM Awards. En octobre de la même année, pour coïncider avec l'exposition Universal Everything and You - Drawing in Motion qui se déroule au National Media Museum's Media Space au Science Museum de Londres, une pièce de 20 minutes créée par Simon Pyke (Freeform), construite sur les fondations de la bande sonore de l'exposition, a été publiée. En décembre 2013, Warp collabore avec la Tate Britain pour présenter une soirée gratuite de performances et d'installations, Warp x Tate, aux côtés de l'artiste Jeremy Deller, inspirée par l'œuvre de Deller The History of the World , avec des contributions de Oneohtrix Point Never, Patten, Darkstar, Hudson Mohawke et Rustie.
En 2019, Warp célèbre son XXXe anniversaire (stylisé WXAXRXP, soit une combinaison des lettres W, A, R et P, intercalées entre elles avec trois chiffres romains X correspondant ensemble au nombre 30), par trois jours consécutifs d'émissions sur NTS Radio, comprenant d'anciennes performances radiophoniques de divers artistes, ainsi que quelques nouvelles. En outre, Warp sort un coffret de 10 EP (uniquement en vinyle) de sessions radio de 20 minutes, comprenant (entre autres) la Peel Session 2 de 1995 d'Aphex Twin et une version de la Peel Session de 1999 de Boards of Canada incluant la dernière piste (XYZ, qui a été coupée de presque toutes les versions précédentes de l'EP).

## Groupes et artistes
- Africa Hitech
- Antipop Consortium
- Aphex Twin
- Autechre
- Battles
- Beans
- Bibio
- Boards of Canada
- Brian Eno
- Broadcast
- Brothomstates
- Chris Clark
- Coco Steel and Lovebomb
- Drexciya
- Flying Lotus
- F.U.S.E
- General
- Gonjasufi
- Gravenhurst
- Grizzly Bear
- Harmonic 313
- Home Video
- Hudson Mohawke
- Jamie Lidell
- Jackson and His Computer Band
- Jimmy Edgar
- Kid Unknown
- Leila Arab
- LFO
- Lone Lady
- Luke Vibert
- Maxïmo Park
- Mira Calix
- Nice Nice
- Nightmares on Wax
- Oneohtrix Point Never
- Patten
- Plaid
- Plone
- Prefuse73
- PVT (anciennement « Pivot »)
- Red Snapper
- Req
- Richard Devine
- Russell Haswell
- Rustie
- Seefeel
- Squarepusher
- The Hundred in the Hands
- Tim Exile
- TNGHT
- Tortoise
- Two Lone Swordsmen
- Tyondai Braxton
- Vincent Gallo
- Yves Tumor

## Logotype et graphisme
Le logo du label Warp Records représente un éclair foudroyant s'abattant sur une demi-mappemonde stylisée. Il est dessiné par la société de design The Designers Republic, basée elle aussi à Sheffield. Cette société, ainsi que Phil Wolstenholme, a par ailleurs réalisé un grand nombre des pochettes initiales du label.
The Designers Republic, fondé par Ian Anderson, apporta l’identité visuelle qui manquait au label. « Leur design, sobre, froid et géométrique, nous faisait paraître beaucoup plus grands que ce que nous étions, genre firme musicale internationale », témoigne Rob Mitchell. Un style parfois qualifié d’hypermoderniste. « Un jeu de saturation et de croisements de signes, entre surabondance de logos, pictogrammes à foison, références [au] pop art, figures superposées [et] slogans tapageurs […]. ».